# Kiéma
Kiéma ou Kierma est un village du département et la commune rurale de Kombissiri, situé dans la province du Bazèga et la région du Centre-Sud au Burkina Faso.

## Santé et éducation
Les centres de soins les plus proches de Kiéma sont le centre médical et le centre de santé et de promotion sociale (CSPS) de Kombissiri.